# Molinges
Molinges är en kommun i departementet Jura i regionen Bourgogne-Franche-Comté i östra Frankrike. Kommunen ligger i kantonen Saint-Claude som tillhör arrondissementet Saint-Claude. År 2018 hade Molinges 698 invånare.

## Befolkningsutveckling
Antalet invånare i kommunen Molinges
Referens:INSEE